# Виролон
Виролонът (на френски: Virolon) е хазартна игра, известна още като giroulette (от думите жироскоп и рулетка), Super Roulette или Toupie Tyrolienne.

## Правила на игра
Виролонът се играе с помощта на кръгла чиния с лека вдлъбнатина, въртящ се пумпал и шест малки топчета. На плочата има дванадесет дупки, върху които топчетата трябва да спрат, изхвърлени от центъра чрез изблъскване от въртящия се пумпал.
Всяка дупка има определена стойност, варираща от 0 до 1000 точки. Целта на играта е да се получи възможно най-високата обща стойност. Според вариантите стойността на червеното топче може да бъде удвоена, а стойността на зеленото се изважда от общото. Ако едно топче попадне на 0, всички останали успешно разположени топчета се анулират и играчът губи.

## Сходни игри
Разновидности и сходни френски игри на виролон, са:

### Tiddlywinks
„Игра на бълхи“ с подскачащи пулове (Tiddlywinks, на френски: Jeu de puces).
- „Tiddley Winks“ (1897)

### Billard Nicolas
Билярд Никола Billard Nicolas.

### Jeu des marteaux
Игра с чукчета Jeu des marteaux.

### Laby billes
Лабиринт с топчета Laby billes